# Ембер Руттер
Ембер Руттер (англ. Amber Rutter; 21 серпня 1997, Віндзор) — британська стрільчиня, срібна призерка Олімпійських ігор 2024 року.

## Виступи на Олімпіадах
| Олімпіада           | Дисципліна | Місце |
| ------------------- | ---------- | ----- |
| Ріо-де-Жанейро 2016 | скит       | 6     |
| Токіо 2020          | скит       | DNS   |
| Париж 2024          | скит       | 2     |